# Grand Prix de triathlon 2000
Navigation
Grand Prix de triathlon 1999 Grand Prix de triathlon 2001
Le Grand Prix de triathlon 2000 est composée de cinq courses organisées par la Fédération française de triathlon (FFTRI). Chaque course est disputée au format sprint soit 750 m de natation, 20 km de cyclisme et 5 km de course à pied. 
Le Grand Prix de triathlon 2000 se déroule du 6 mai au 16 septembre 2000. Cette année là, il est aussi appelé Grand Prix Aréna.  

## Calendrier
| Étapes   | Date                     | Villes                    |
| -------- | ------------------------ | ------------------------- |
| 1° étape | samedi 6 mai 2000        | Saint-Quentin-en-Yvelines |
| 2° étape |                          | Rennes                    |
| 3° étape |                          | Saint-Jean-de-Monts       |
| 4° étape | samedi 2 juillet 2000    | Beauvais                  |
| 5° étape | samedi 16 septembre 2000 | La Baule                  |

## Clubs engagés

### Hommes
- E.C. Sartrouville Triathlon
- Racing Club de France
- Poissy Tri Duathon Club
- TC Boulogne-Billancourt
- Triathl'Aix

### Femmes
- Poissy Tri Duathon Club
- Beauvais Triathlon
- E.C. Sartrouville Triathlon
- Montpellier Agglo Tri
- Dijon Triathlon

## Résultats

### Saint-Quentin-en-Yvelines
| Position           | Hommes             | Femmes |
| ------------------ | ------------------ | ------ |
| Médaille d'or      | Beauvais Triathlon |        |
| Médaille d'argent  | Poissy Triathlon   |        |
| Médaille de bronze |                    |        |

### Rennes
| Position           | Hommes             | Femmes |
| ------------------ | ------------------ | ------ |
| Médaille d'or      | Beauvais Triathlon |        |
| Médaille d'argent  |                    |        |
| Médaille de bronze |                    |        |

### Saint-Jean-de-Monts
| Position           | Hommes             | Femmes             |
| ------------------ | ------------------ | ------------------ |
| Médaille d'or      |                    |                    |
| Médaille d'argent  | Beauvais Triathlon | Beauvais Triathlon |
| Médaille de bronze |                    |                    |

### Beauvais
| Position           | Hommes                  | Femmes                      |
| ------------------ | ----------------------- | --------------------------- |
| Médaille d'or      | Beauvais Triathlon      | E.C. Sartrouville Triathlon |
| Médaille d'argent  | TC Boulogne-Billancourt | Beauvais Triathlon          |
| Médaille de bronze | Triathl'Aix             | Montpellier Agglo triathlon |

### La Baule
| Position           | Hommes | Femmes |
| ------------------ | ------ | ------ |
| Médaille d'or      |        |        |
| Médaille d'argent  |        |        |
| Médaille de bronze |        |        |

## Classement général final
| Position | Hommes             | Hommes | Femmes                      | Femmes |
| Position | Équipes            | Points | Équipes                     | Points |
| -------- | ------------------ | ------ | --------------------------- | ------ |
|          | Beauvais Triathlon |        | E.C. Sartrouville Triathlon |        |
|          |                    |        | Beauvais Triathlon          |        |
|          |                    |        | Montpellier Agglo triathlon |        |
| 4e       |                    |        | Poissy Triathlon            |        |
| 5e       |                    |        | Dijon Triathlon             |        |
| 6e       |                    |        |                             |        |
| 7e       |                    |        |                             |        |
| 8e       |                    |        |                             |        |
| 9e       |                    |        |                             |        |
| 10e      |                    |        |                             |        |
| 11e      |                    |        |                             |        |
| 12e      |                    |        |                             |        |
| 13e      |                    |        |                             |        |
| 14e      |                    |        |                             |        |
| 15e      |                    |        |                             |        |
| 16e      |                    |        |                             |        |

## Résultats individuels
| Hommes                                      | Saint-Quentin-en-Yvelines | Rennes | Saint-Jean-de-Monts | Beauvais | La Baule |
| ------------------------------------------- | ------------------------- | ------ | ------------------- | -------- | -------- |
| Sylvain Dodet (Poissy Triathlon)            | 1er                       |        |                     |          |          |
| Jan Rehula (E.C. Sartrouville Triathlon)    | 2e                        |        |                     |          |          |
| Rob Barel (Beauvais Triathlon)              | 3e                        |        |                     |          |          |
| Andrew Nobel (TC Boulogne-Billancourt)      |                           |        |                     | 1er      |          |
| Ralf Eggert (Triathl'Aix)                   |                           |        |                     | 2e       |          |
| Trent Chapman (E.C. Sartrouville Triathlon) |                           |        |                     | 3e       |          |

| Femmes                                         | Saint-Quentin-en-Yvelines | Rennes | Saint-Jean-de-Monts | Beauvais, |
| ---------------------------------------------- | ------------------------- | ------ | ------------------- | --------- |
| Delphine Py (Montpellier Agglo triathlon)      | 1er                       |        |                     |           |
| Béatrice Mouthon (E.C. Sartrouville Triathlon) | 2e                        |        |                     | 3e        |
| Sophie Delemer (Beauvais Triathlon)            | 3e                        |        |                     |           |
| Kirsten Molloy                                 |                           |        |                     | 1er       |
| Isabelle Mouthon (E.C. Sartrouville Triathlon) |                           |        |                     | 2e        |